# Уотсон-Брейк
Уотсон-Брейк (англ. Watson Brake) ― археологический памятник, расположенный в приходе Уошито штата Луизиана в США. Он был построен предками современных индейцев в период с VI по IV тысячелетие до н.э.
Уотсон-Брейк считается старейшим комплексом земляных насыпей в Северной Америке ― он старше древнеегипетских пирамид и британского Стоунхенджа. Его открытие в начале 1980-х годов изменило представления американских археологов о древних культурах на юго-востоке США.
Памятник состоит из 11 курганов высотой от 0,914 м до 7,6 м. Эти курганы образуют овал диаметром около 270 м. Уотсон-Брейк использовался как сезонное место жительства небольших групп охотников и собирателей.
Уотсон-Брейк был окончательно заброшен около 4800 лет назад после того, как река Арканзас изменила своё русло.